# Autels tauroboliques de Lyon

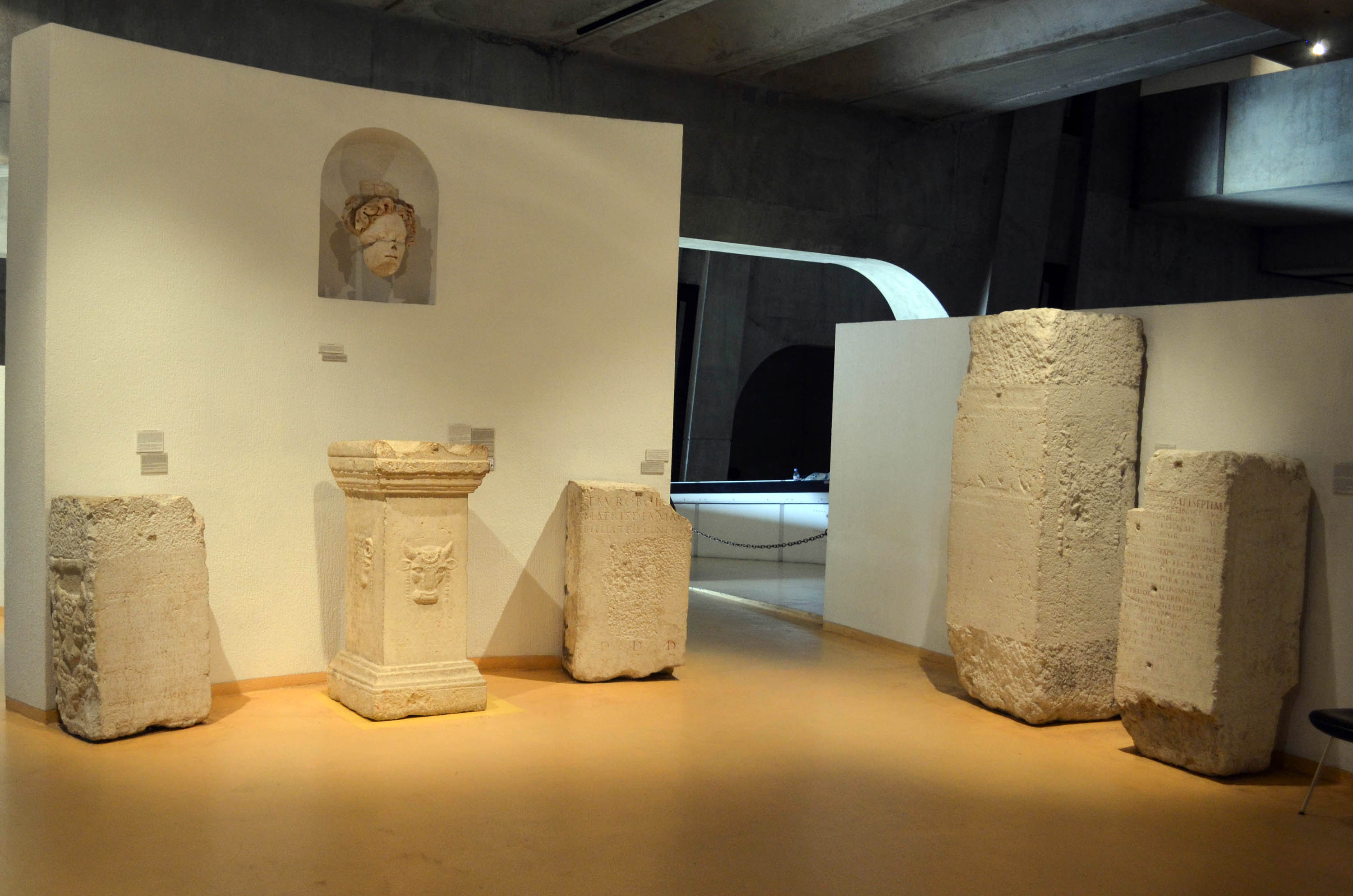
Autels tauroboliques au musée gallo-romain de Fourvière à Lyon

À l’époque gallo-romaine, Lyon était un centre religieux important, et notamment, à partir de 160, un sanctuaire y était dédié à la déesse phrygienne Cybèle. Des sacrifices en son honneur, les tauroboles, y étaient célébrés, et commémorés par des autels tauroboliques dont plusieurs exemplaires ont été retrouvés. Ils sont conservés au musée gallo-romain de Fourvière.

## Autel taurobolique de 160
En 1704, un bloc de pierre antique sculpté avec une tête de taureau fut découvert dans la vigne d’un certain Bourgeat sur la colline de Fourvière à Lyon. 

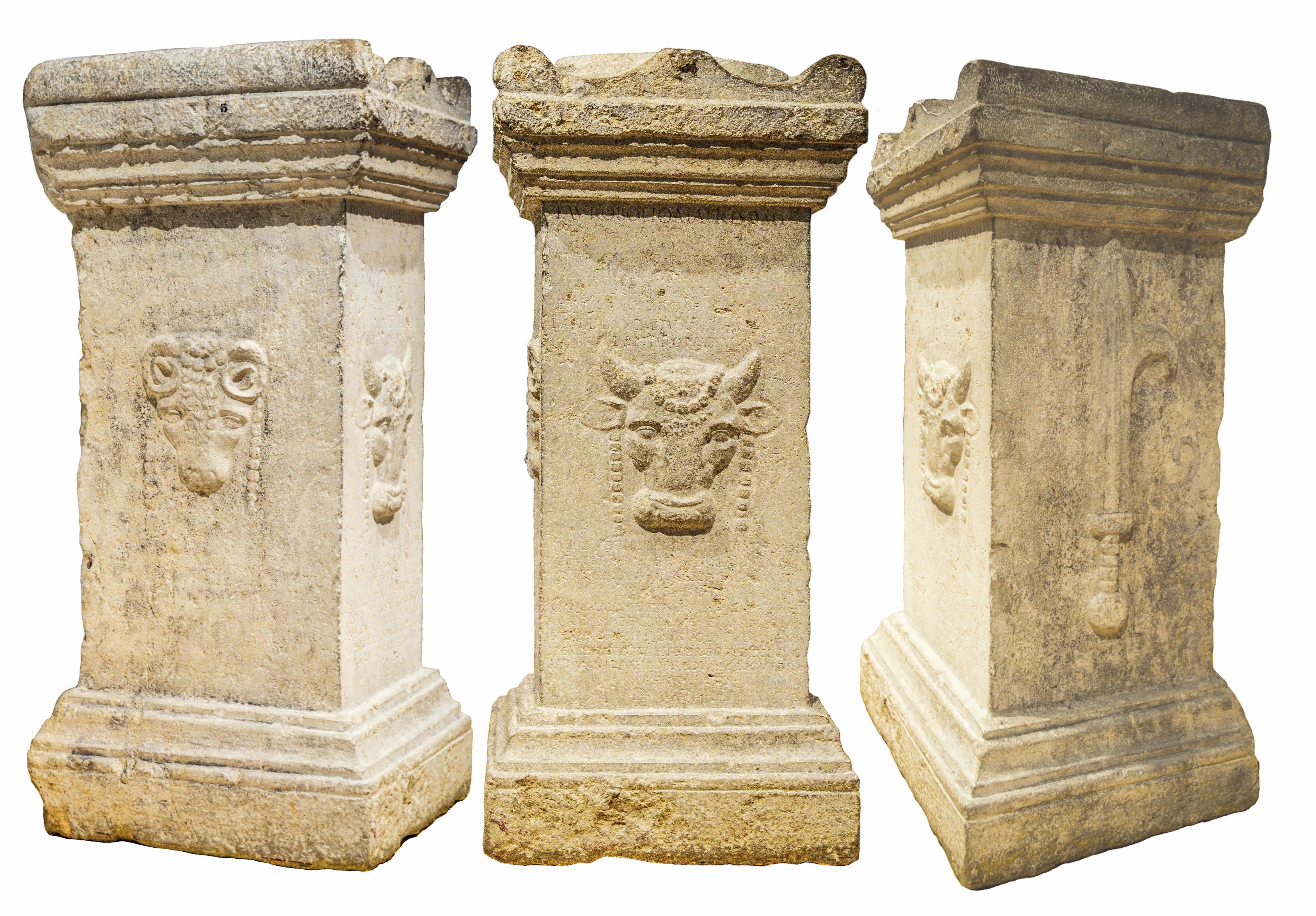
Autel taurobolique de 160 : faces gauche, centrale, droite

### Description
Ce bloc est un autel approximativement parallélépipédique, de 1,4 m de haut, 45 cm de largeur et 50 cm de profondeur. Il est décoré sur la face avant d’un relief en tête de taureau ornée d’une infula (collier de grosses perles qui passe sur le front et retombe en deux pendentifs sur les côtés). Le côté gauche de l’autel porte aussi un relief, une tête de bélier ornée de même d’un collier, le côté droit montre une épée de sacrificateur (harpè), à double tranchant et munie d’un croc latéral, et une inscription donnant la date du sacrifice.
Cet autel daté par son inscription de l’an 160 fut important pour l’archéologie lyonnaise : sa présence en ce point fut pour l’archéologue Amable Audin l’argument essentiel de l’identification des vestiges monumentaux surplombant le théâtre antique de Fourvière. Selon Amable Audin, ces vestiges étaient ceux d’un grand sanctuaire de Cybèle, fondé en 160. Cette identification longtemps admise a été remise en cause à la suite de fouilles de ces vestiges dans les années 1990.
L’autel est actuellement exposé au musée de la civilisation gallo-romaine à Lyon, avec d’autres autels du même culte, trouvés postérieurement et à des emplacements différents.

### La dédicace
L’inscription de dédicace en latin sur la face encadre la tête de taureau.
- Texte au-dessus de la tête de taureau :

- Texte au-dessous de la tête de taureau :

- Texte sur la face droite :

- Ce qui se traduit :

.
L’inscription est datée de 9 décembre 160, elle enregistre la célébration d’un sacrifice à la Mère des dieux, titre habituel de Cybèle pour la santé d’Antonin le Pieux, âgé de 75 ans et malade, et pour la prospérité de Lyon. Ce sacrifice est fait « ex imperio », sur un ordre qui peut émaner de l’empereur lui-même, car on le sait favorable au culte de Cybèle et à la pratique des tauroboles.
Le dédicataire du l’autel et du sacrifice est Lucius Aemilius Carpus, il a le titre de sevir augustal, c’est donc un riche affranchi membre du collège religieux d’affranchis chargés du culte impérial. Son nom d’esclave Carpus est la latinisation du grec Karpos (Fruit), nom assez courant chez les Orientaux. Toutefois, ceci n’est pas une indication fiable de l’origine de ce seviri augustales, car par snobisme les maîtres nommaient souvent leurs esclaves avec des noms grecs.
L'inscription précisent que les prêtres de Magna Mater et les dendrophores étaient investis de leurs fonctions et privilèges avec l’approbation des quindemvirs. Ils portaient le titre de sacerdotes quindecemuirales, ce qui signifie que les quindemvirs lui avaient conféré le droit de porter le bracelet (occabus) et la couronne sacerdotaux . Une autre inscription, datée de l’année 289 explicite la procédure de ces investitures  et décrit le protocole de l'élection d’un nouveau prêtre de Magna Mater à Cumes ainsi que la réponse des quindemvirs à cette nomination; réponse qui prend acte de l’élection et permet au nouveau prêtre, sur la demande des décurions, de porter l’occabus et la couronne dans les limites de la colonie de Cumes .

## Autres autels

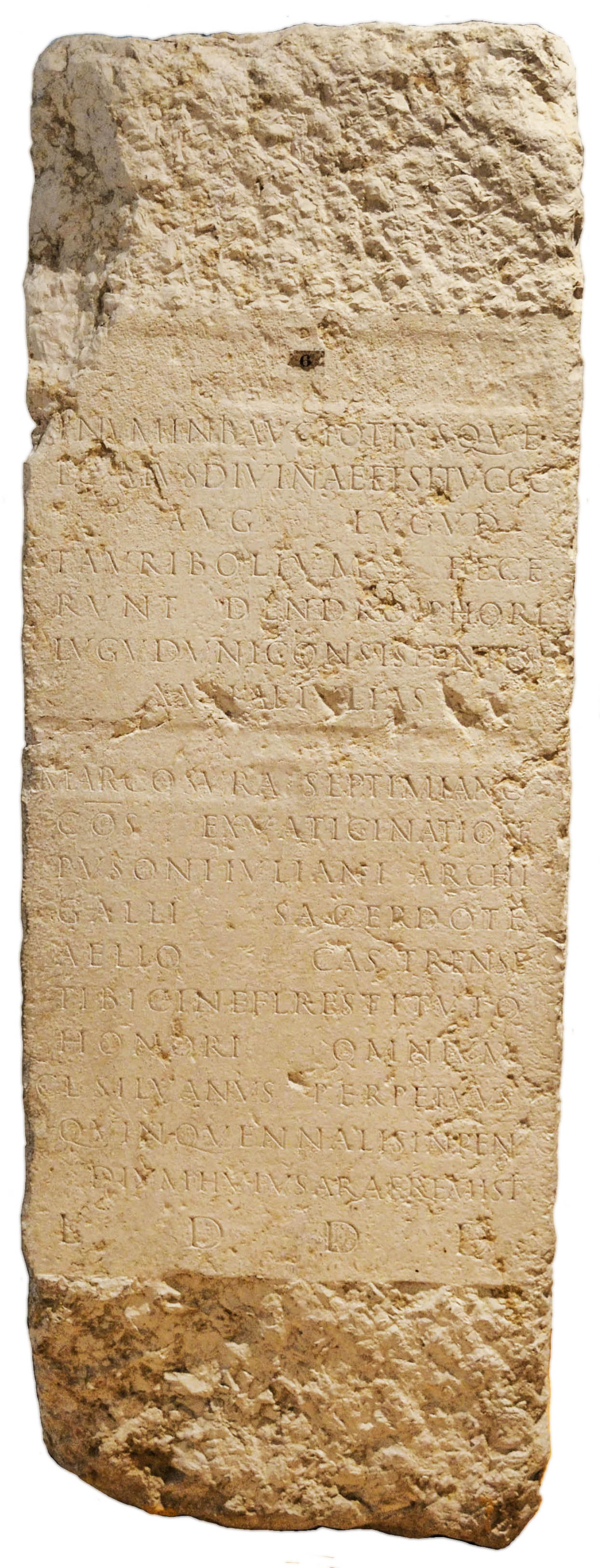
Autel de 190, CIL XIII 1752

Le musée gallo-romain de Fourvière, outre le grand autel de 160, possède plusieurs autres pièces notables mais moins complètes (autels dépourvus de base et de couronnement, et un fragment d’inscription), découverts postérieurement :

### Autel de 190
- un autel de 2,05 m de haut, trouvé près du Théâtre, 16 juin 190 (CIL XIII, 1752)

### Autel de 194

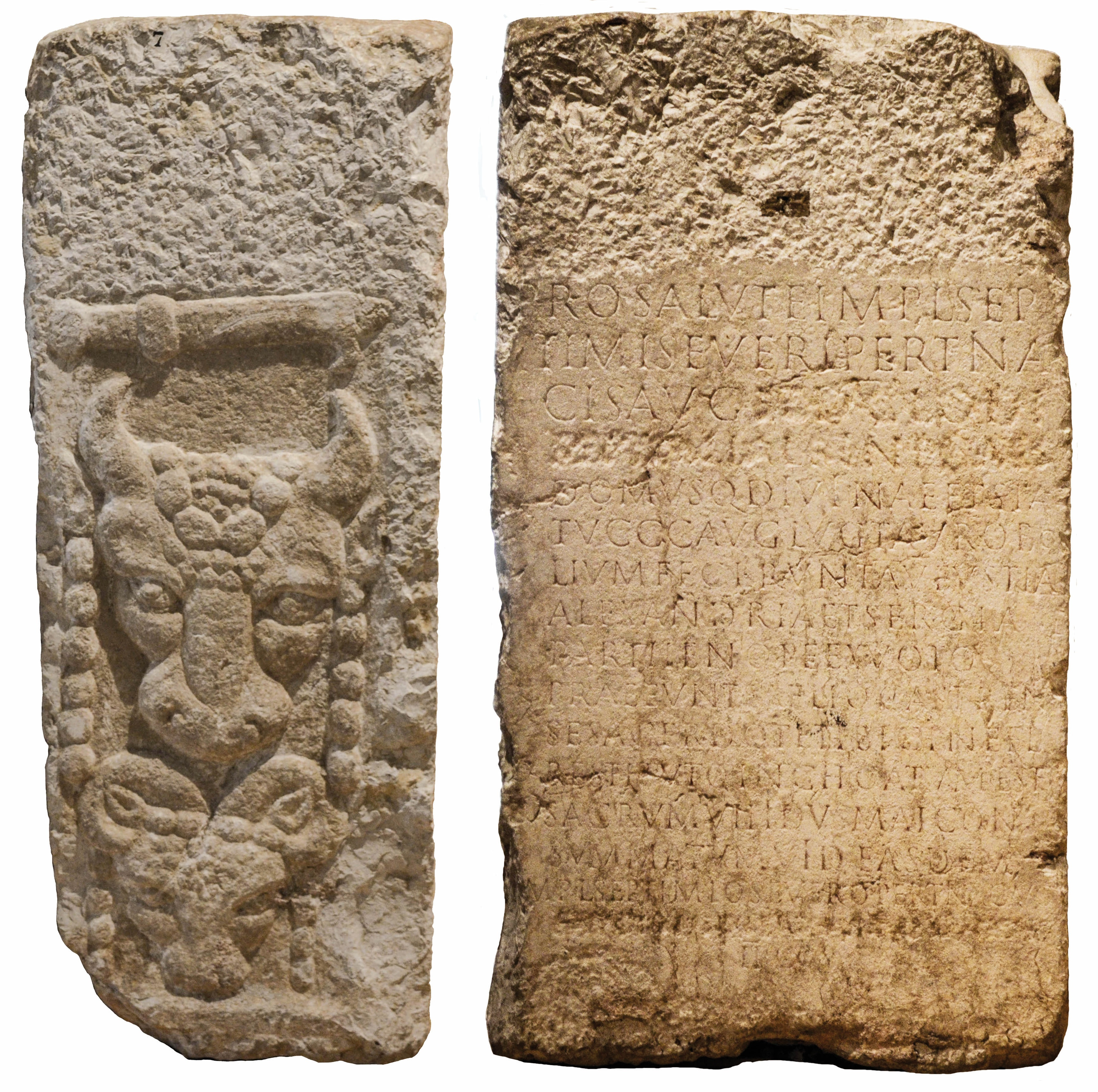
Autel de 194, (CIL XIII 1753. Face latérale gauche (harpè, tête de taureau et tête de bélier), face principale (texte)

- un autel (h. 1,10 m), trouvé en 1846 enclavé dans la voûte de la seconde arche, au couchant de notre vieux Pont de Pierre (Pont du Change), pour une célébration les 9-11 mai 194 (CIL XIII, 1753).

La face principale ne porte que le texte. Les faces latérales portent chacune un harpè, une tête de taureau et une tête de bélier ornées d’infulae.

### Autel de 197

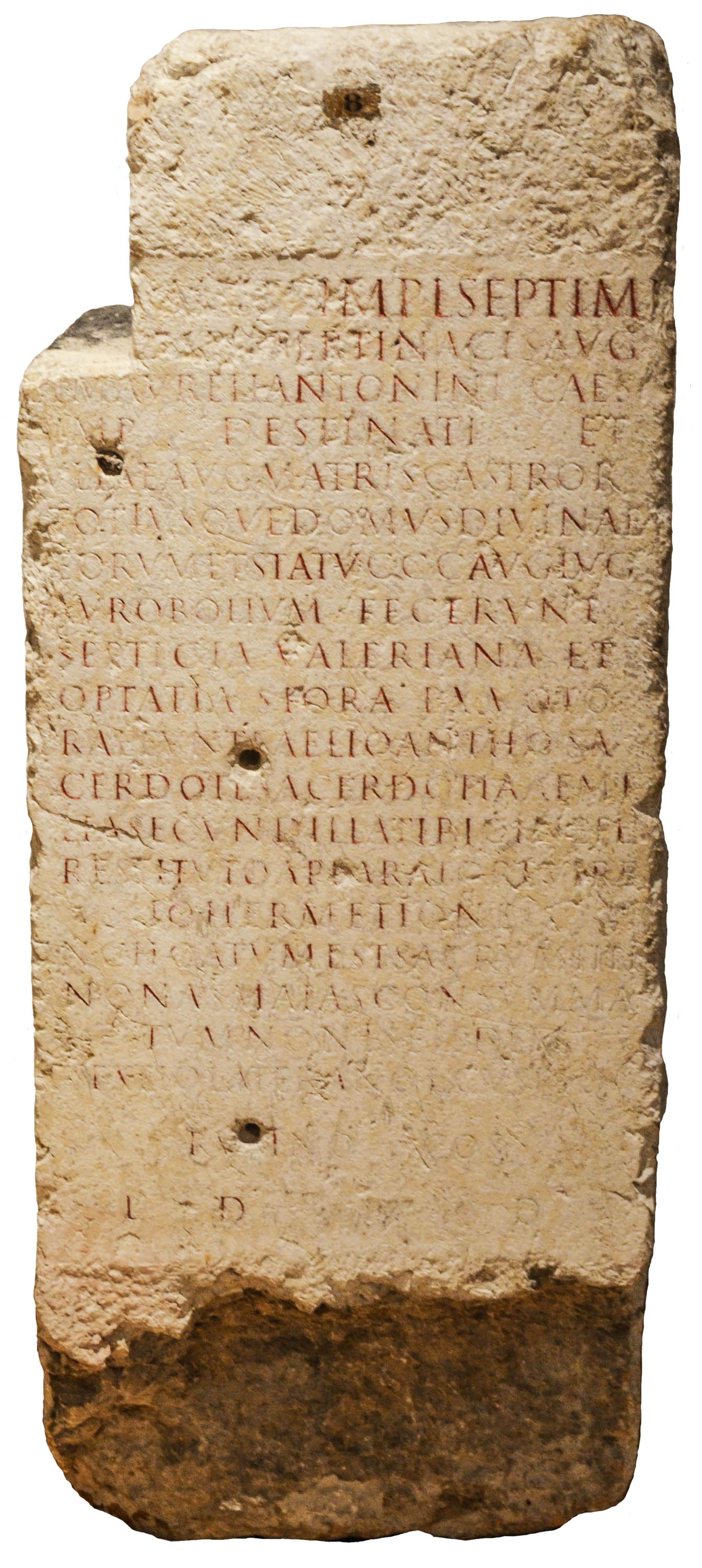
Autel de 197 (CIL XIII 1754)

- un autel (h. 1,45 m) daté 4-7 mai 197 (CIL XIII, 1754).

La face principale porte l’inscription. La face latérale gauche, un harpè (disparu), une tête de taureau et une de bélier avec infulae. Face latérale droite, harpè, tête de taureau et de bélier avec infulae.

### Autel de 208
- un fragment d’inscription mentionnant un taurobole, probablement en 208 (CIL XIII, 1755) ;

### Autel non daté (deuxième siècle)
- un autel (h. 1,10 m) lui aussi provenant d’un remploi au pont du Change, deuxième siècle (CIL XIII, 1756).

La face principale porte quatre lignes de texte, et présentait vraisemblablement une tête de taureau qui a été totalement martelée.

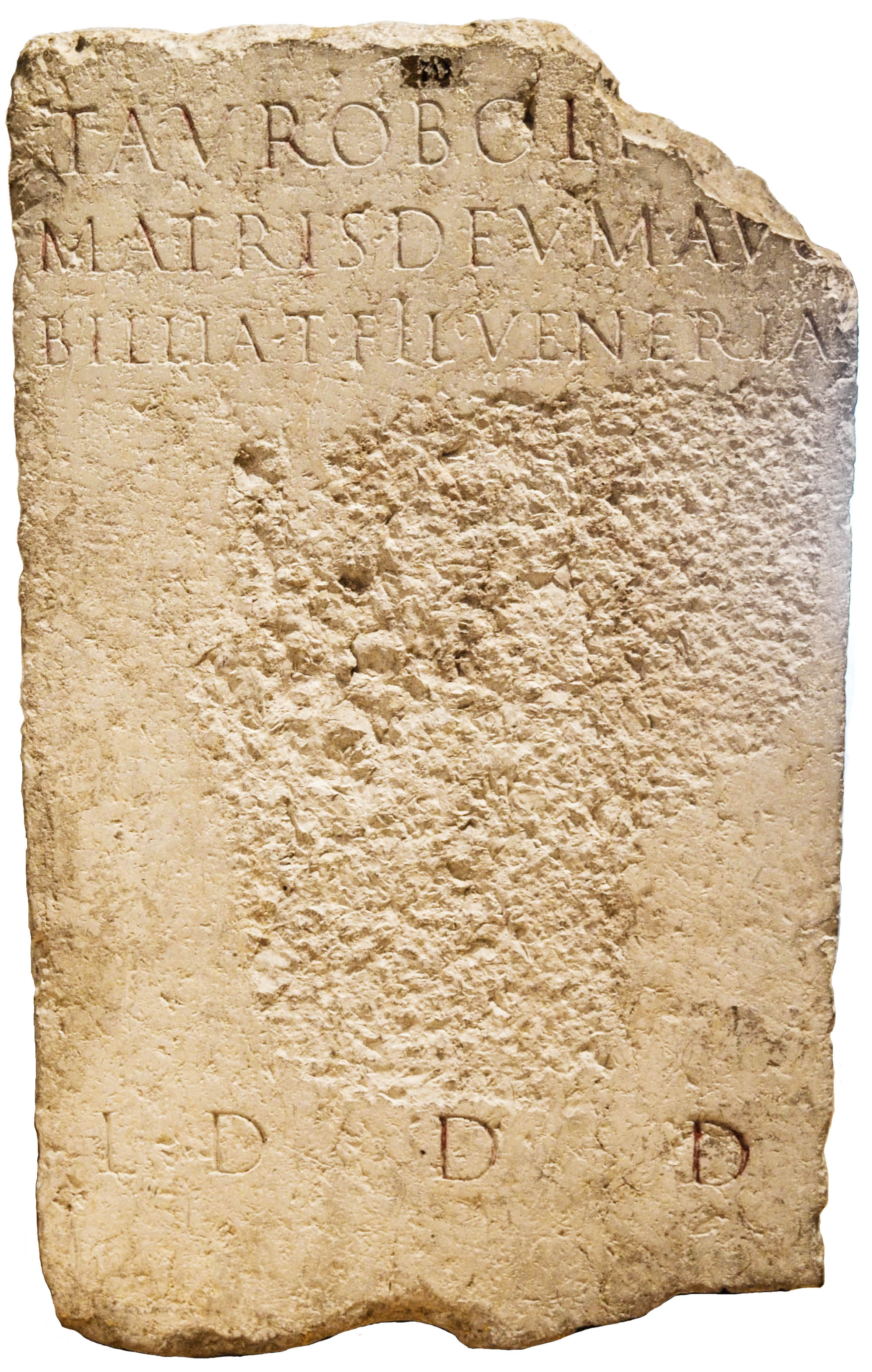
Autel IIe s. (CIL XIII 1756)